# Galerie d'Art d'État d'Azerbaïdjan
Galerie d'Art d'État d'Azerbaïdjan (en azéri : Azərbaycan Dövlət Rəsm Qalereyası) 
est une institution qui préserve et restaure le patrimoine culturel de l'Azerbaïdjan.

## Fonctions
La Galerie d'art d'État d'Azerbaïdjan  créée en 1972 par le Ministère de la Culture de la RSS d'Azerbaïdjan sur la base de la salle d'exposition d'État d'Azerbaïdjan, fonctionne depuis 1960. La plupart des expositions organisées en Azerbaïdjan et à l'étranger consistent principalement des œuvres conservées dans le fonds de la Galerie nationale de peinture. Plus de 14 000 peintures, gravures, sculptures, œuvres d'art décoratif appliqué et exemples d'art moderne sont conservés dans le fonds de la galerie. La recherche d'expositions, de concours, la recherche scientifique d'œuvres d'art et la collecte d'informations sur les artistes sont effectuées par l'équipe scientifique de la galerie. Des ateliers créatifs d'artistes, des masters classes et des expositions itinérantes de jeunes artistes sont organisés dans les régions afin d'accroître l'intérêt pour les beaux-arts et de découvrir de nouveaux talents.

## Les principales activités
La galerie participe à la formation et à la mise en œuvre d'une politique d'État unifiée dans le domaine concerné ;
Prépare des documents d'analyse sur la situation actuelle et les perspectives du domaine des beaux-arts et des arts décoratifs appliqués, prépare des recommandations pour leur développement et les soumet au Ministère de la Culture; la galerie effectue la recherche et la formation de formes culturelles et esthétiques basées sur les riches traditions de l'art national dans la préservation et la restauration du patrimoine culturel de l'Azerbaïdjan.